# Juan Carlos Domecq Fortuondo
Juan Carlos Domecq Fortuondo (Cuba, 10 de junho de 1950) é um ex-basquetebolista cubano que integrou a Seleção Cubana que conquistou a medalha de bronze disputada nos XX Jogos Olímpicos de Verão realizadas em Munique em 1972.